# Ортезе, Анна-Мария
Анна-Мария Ортезе (итал. Anna Maria Ortese; 13 июня 1914, Рим — 9 марта 1998, Рапалло) — итальянская писательница и поэтесса, журналистка.

## Биография
Родилась в многодетной семье государственного чиновника, выросла на юге Италии и в Триполи. Её формальное образование закончилось в 13-летнем возрасте. Во время Второй мировой войны жила в Неаполе. Часто меняла место жительства (Флоренция, Триест, Венеция и др.), пока не поселилась в Рапалло, где жила до своей смерти в 1998 году. С середины 1950-х до конца 1960-х годов много путешествовала и писала путевые заметки.

## Творчество
В 1934 году опубликовала первый рассказ «Il Pellirossa», сюжетом которого послужила смерть её брата-моряка. По предложению Массимо Бонтемпелли в 1937 году выпустила свой первый сборник рассказов «Angelici dolori».
В 1953 году её третий сборник «Il mare non bagna Napoli» был удостоен престижной премии Виареджио. Позже рассказы, романы и журналистские публикации Ортизе получили многие из самых значимых итальянских и зарубежных литературных премий, в том числе Премии Стрега (1967), Fiuggi (1986) и Премия за лучшую иностранную книгу (1998).
Успех первой книги пришёл к ней лишь в старости, чему она была обязана своему издателю, Роберто Калассо, который спас её книги от полного забвения. Считающаяся многими на одном уровне с Итало Кальвино, Ортезе — превосходный представитель жанра «магический реализм», чьи работы беспокойны, баснословны и часто очень забавны.

## Избранные произведения
Романы
- L’iguana (1965) ISBN 978-0-9142-3295-7))
- Poveri e semplici (1967)
- Il porto di Toledo (1975)
- Il cappello piumato (1979)
- Il cardillo addolorato (1993)
- Alonso ei visionari (1996)

Рассказы и сборники
- Angelici dolori (1937)
- L’Infanta sepolta (1950)
- Il mare non bagna Napoli (1953) ISBN 978-1-939931-51-1
- I giorni del cielo (1958)
- La luna sul muro e altri racconti (1968)
- L’alone grigio (1969)
- Estivi terrori (1987)
- La morte del Folletto (1987)
- In sonno e in veglia (1987)
- Il monaciello di Napoli — Il fantasma (2002)
- Mistero doloroso (2010

Эссе, репортажи и книги путешествий
- Silenzio a Milano (1958)
- Il treno russo (1983)
- Il mormorio di Parigi (1986)
- La lente scura. Scritti di viaggio (1991)
- Le giacchette grigie della Nunziatella
- Corpo celeste (1997)
- Da Moby Dick all’Orsa Bianca (2011)
- Le Piccole Persone (2016)